# Vuohisaari (ö i Norra Savolax, Varkaus, lat 62,28, long 28,17)
Vuohisaari är en ö i Finland. Den ligger i sjön Haukivesi och i kommunen Varkaus i den ekonomiska regionen  Varkaus ekonomiska region  och landskapet Norra Savolax, i den sydöstra delen av landet, 290 km nordost om huvudstaden Helsingfors. Öns area är 0,7 hektar och dess största längd är 110 meter i sydväst-nordöstlig riktning.